# Llibres de la Drassana
Llibres de la Drassana és una editorial valenciana amb seu a la ciutat de València, fundada en 2014 per Toni Sabater, Felip Bens i Vicent Baydal.
El gruix de la seua publicació se centra en la narrativa en valencià, encara que també compten amb una col·lecció (Izmir) dedicada a publicacions en castellà.
Cada any lliuren el Premi Lletraferit i, trimestralment, publiquen la revista Lletraferit en paper, a banda d'una edició digital on pugen articles setmanalment.

## Col·leccions[4]
- Jàssena: literatura en valencià.
- Veles e Vents: clàssics de la literatura valenciana.
- Flor de Maig: col·lecció dedicada a la bibliografia dels Poblats Marítims de València.
- Ciutats Invisibles: col·lecció dedicada a ciutats i visions urbanes des de la perspectiva valenciana.
- Drassaneta: àlbums gràfics infantils.
- Izmir: col·lecció dedicada a la narrativa en castellà.
- Tastaolletes: col·lecció dedicada a la cuina i gastronomia valencianes.
- Onze: col·lecció dedicada a l'esport valencià, majoritàriament al futbol.
- Odissea: col·lecció dedicada a la història valenciana.
- Tusitala: clàssics de la literatura universal en valencià.
- Estar en un núvol: col·lecció de literatura juvenil.